# Boscs xeròfits montans de Tibesti-Jebel Uweinat
Els boscs xeròfits montans de Tibesti-Jebel Uweinat són una ecoregió de la zona paleàrtica definida pel WWF, que ocupa una part del Sàhara oriental (codi de l'ecoregió PA1331).

## Territori
L'ecoregió és formada de dues àrees muntanyoses isolades en el sector central del desert del Sàhara. Situat a meitat camí entre el llac Txad i el golf de la Sirte, el massís del Tibesti, la més vasta de les dues àrees, es troba en la part septentrional del Txad, però s'estén marginalment també pel sud de Líbia. El massís de Tibesti es compon de set volcans inactius, dels quals el més alt arriba a 3415 m d'altitud. La segona àrea, d'extensió menor, és la del Jebel Uweinat, situada molt més a est, en el punt en el qual convergeixen la Libia oriental, l'Egipte sud-occidental i el Sudan nord-occidental. El Jebel Uweinat inclou pics que arriben a altures de poc menys de 2000 m.
Les precipitacions mitjanes anuals en les regions circumdants del desert del Sàhara no superen els 100 mm, i són extremadament imprevisibles, del moment que hi ha anys sense què caigui una gota d'aigua per seguir una sola tempesta de poques hores de durada. En aquesta ecoregió de la muntanya, les pluges són més regulars, tot i que són més aviat escasses. Les planes uadianes reben el seu propi abastament d'aigua que baixa de les muntanyes circumdants després de les pluges. Aquesta aigua pot quedar aquí també per períodes considerables, del moment que aquestes àrees presenten una capa impermeable en el subsòl i una capa de sorra que com un escut alenteix l'evaporació. Les temperatures màximes mitjanes són al voltant de 30 °C a la plana, però cauen al voltant de 20 °C a les zones més altes. El mínim, però, és de 12 °C a la plana, però baixa a 9 °C a la major part de l'ecoregió; en els mesos d'hivern, a altituds altes, el termòmetre pot baixar a 0 °C.

La geologia d'aquesta ecoregió és d'origen volcànic, amb una gran àrea de basalt terciari dins d'una extensió d'arenes nubianes. Els sòls que desenvolupen sobre el basalt són generalment prims, amb una prevalença de litosol. Vastes zones de l'ecoregió també estan ocupades per la roca nua i el regosol.

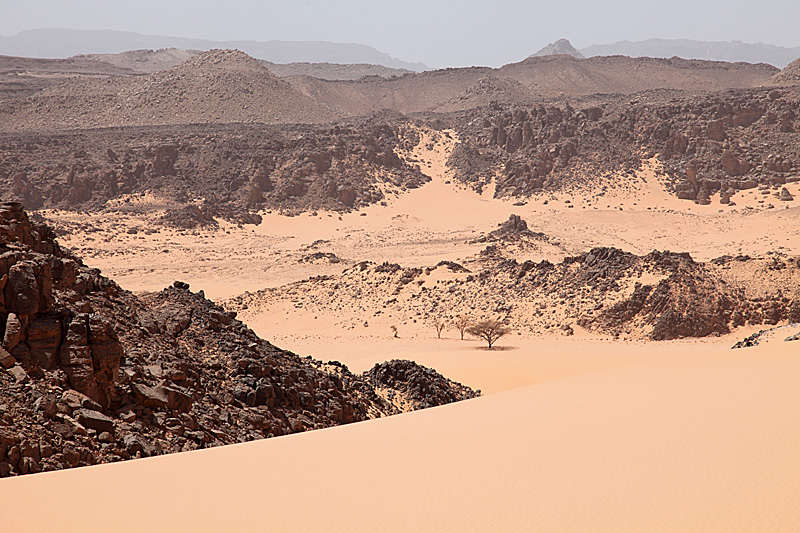
Paisatge de la zona est de l'ecoregió, Gebel Uweinat.
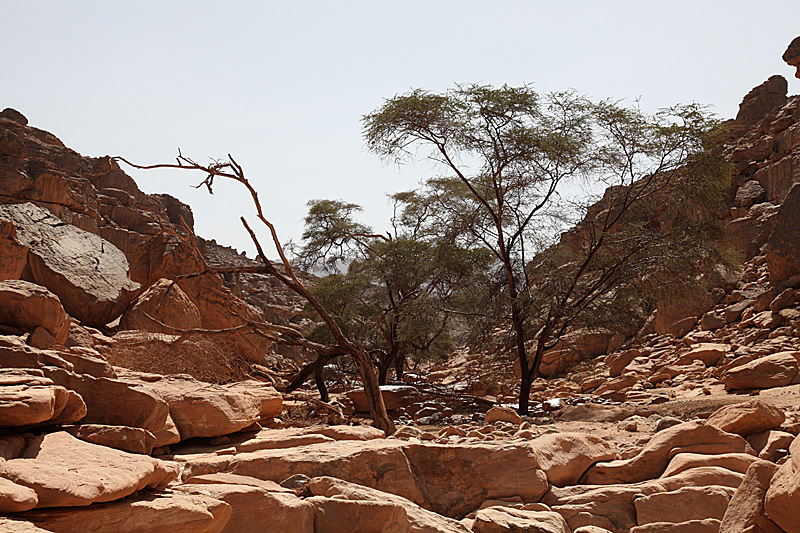
Paisatge rocós de Karkur Talh, una vall al nord-est de Gebel el-Uweināt.

## Flora
La vegetació del massís de Tibesti varia segons l'altitud i els vessants. Els grans uidis irradien des dels vessants sud-occidentals que permeten el creixement d'espècies arbòries com la palmera (Hyphaene thebaica), la Salvadora persica, la Tamarix articulata, la Acacia nilotica i la Faidherbia albida, així com de plantes herbàcies tropicals dels gèneres Abutilon, Hibiscus, Rhynchosia i Tephrosia. La palma palmera i la palma datilera (Phoenix dactylifera), d'importància comercial, així com altres espècies de palmeres dels gèneres Hyphaene i Hyphen, també creixen al llarg de les profundes gorges on hi ha aigua durant tot l'any. Entre els representants de la flora saharomontana, hi ha espècies com el Ficus cordata, que creix als vessants sud i sud-oest, el Myrtus nivelii i el Nerium oleander a les vessants occidentals, i el Tamarix Nilotica i baladre, als vessants humits del nord. Aquest últim hàbitat també alberga espècies d'aiguamolls, com el Juncus maritimus, Typha australis, Scirpoides holoschoenus, Phragmites australis i l'Equisetum giganteum.
El pic de Jebel Uweinat està pràcticament desproveït de vegetació: només hi ha algunes espècies d'arbustos dels gèneres Lavandula i Salvia. Els arbres dispersos d'Acacia tortilis fan que la vegetació de Jebel Uweinat no es classifiqui com a muntanyenc, ja que aquesta espècie mai no creix a zones altes. Entre les espècies dominants, a més d'Acacia tortilis, es troben Fagonia indica, Aerva javanica i Cleome chrysantha. Jebel Uweinat, però, és predominantment nua, i només s'han registrat 87 espècies de plantes. Els uidians permeten el desenvolupament de la vegetació més rica del desert de la planura més avall, ja que rep el vessament d'aigua de pluja de les zones muntanyoses. La vegetació dels uidian és constituïda d'una comunitat oberta de Acacia tortilis i Panicum turgidum de tipus mediterrània.
A cada àrea de l'ecoregió, es poden trobar espècies relictes d'origen tropical i mediterrani, incloses les palmes i les formes dels gèneres Hibiscus i Rhyncosia. Altres espècies són formes endèmiques del Sàhara amb afinitats tropicals o mediterrànies. Aquestes plantes es troben en aquesta ecoregió perquè durant el Pleistocè aquí el clima era més humit, i hi va haver una connexió contínua entre aquesta zona, el Mediterrani d'Àfrica del Nord i l'Àfrica tropical. La vegetació del passat està ben documentada pels grànuls de pol·len que es troben al sòl i a les sorres del desert, així com per les pintures rupestres dels antics habitants de la regió, que representen espècies de la sabana arbustiva, com els elefants i diverses espècies d'antílops.

## Fauna
La presència d'un gran nombre d'espècies adaptades a condicions àrides, moltes d'elles àmpliament difoses en altres regions del Sàhara, és una de les característiques més importants de la flora i la fauna des d'un punt de vista evolutiu.
L'ecoregió alberga poblacions d'alguns grans mamífers carismàtics del Sàhara. Per exemple, aquí s'ha notificat la presència d'addax (Addax nasomaculatus), l'òrix amb banyes de sabre (Oryx dammah), gasela comuna (Gazella dorcas), gasela dama (Nanger dama), be de Berberia (Ammotragus lervia)) i del guepard (Acinonyx jubatus). L'oryx de banyes en cimitarra actualment es considera extint en la naturalesa. La presència de la gasela comuna i el be de Berberia a la porció de l'ecoregió del Jebel Uweinat ha estat recentment documentada.
Molt nombrosos són també els petits mamífers i els seus predatori, com el Damà roquer del Cap (Procavia capensis), la llebre del Cap (Lepus capensis), el ratolí espinós (Acomys spp.), Gerbillus campestris, G. nigeriae, Sekeetamys calurus i tres diferents espècies de guineu, la guineu de Rüppell (Vulpes rueppellii), la guineu pàl·lida (V. pàl·lida) i el fennec (V. zerda). Altres predadors presents a l'ecoregió són el gat salvatge africà (Felis silvestris lybica), el gos salvatge africà (Lycaon pictus), la hiena ratllada (Hyaena hyaena), el ratel (Mellivora capensis) i el xacal (Canis aureus), molt estesa sobretot al massís de Tibesti.
L'àrea és pobra en rèptils i amfibis, però entre els primers són dignes de notar el Myriopholis macrorhyncha, la colobra del dors roig (Platyceps rhodorachis) i el petit sàurid Tarentola annularis.
Els hàbitats amb predomini de Schouwia i Tribulus, que creixen en l'uid d'aquesta ecoregió, són coneguts pel seu paper en el cicle de vida de la llagosta del desert. Les femelles de llagosta ponen els ous en terra humida. Quan aquests es desclouen, les plantes de Schouwia i Tribulus els proporcionen els aliments i la humitat necessaris per al desenvolupament de l'espècie. Aquest animal és responsable de la gran devastació, com les registrades el 1980-81, quan els eixams de llagostes també van arribar a zones molt allunyades d'Àfrica i Europa, destruint cultius

## Població
Composta principalment per pastors nòmades, la població que avui habita a la regió és molt pobra, amb una densitat de només 0-1 habitants per quilòmetre quadrat.

## Conservació
El terreny escarpat i accidentat d'aquesta ecoregió, així com la seva ubicació al cor del desert del Sàhara, fan que encara estigui relativament intacte. Gairebé totes les espècies presents aquí, tant plantes com animals, poden trobar refugi en àrees remotes de l'ecoregió. Actualment gairebé ningú viu a la zona, i això permet recuperar la vegetació del dany anterior causat per la pastura. Els pobles nòmades i els militars, tanmateix, encara exploten els recursos del lloc i practiquen la caça incontrolada. L'assecament de la regió, que des de fa milers d'anys, ha tingut una influència negativa en la vegetació de la zona, així com en altres parts del Sàhara.